# Osuské
Osuské (Hongaars: Aszós) is een Slowaakse gemeente in de regio Trnava, en maakt deel uit van het district Senica.
Osuské telt 602 inwoners.